# Под пара
Под пара е 40-ият роман за света на Диска, написан от Тери Пратчет. Това е предпоследният роман, публикуван преди смъртта на автора през 2015 г. Първоначално е трябвало да бъде публикуван на 24 октомври 2013 г., но е отложен за 7 ноември 2013 г. (и 18 март 2014 г. в САЩ).   В книгата участва Мокр фон Ментебрад и представя въвеждането на локомотиви в Света на Диска и изцяло нов герой.
Корицата на романа е ексклузивно разкрита на страницата на Пратчет във Facebook на 6 август 2013 г. 
Актуализация на уебсайта на Пратчет в края на октомври 2013 г. разкрива, че героите включват Хари Кинг, Мокр фон Ментебрад, Адора Бел Диърхарт и сержант Фред Колън, наред с други.